# Lion Music
La Lion Music è un'etichetta discografica finlandese, fondata nel 1989 dal chitarrista e compositore Lars Eric Mattsson.

## Storia
Le prime pubblicazioni significative partono dal 1997 con l'album Visions, Till the end of time, e la ristampa degli album di Mattson Visions e No surrender nel 1998.
Nel gennaio del 1997 pubblicò gli album  In the name of Back e l'album di Mattson Another Dimension e questo può essere considerato il vero inizio dell'attività della Lion Music.
Da quel periodo in poi Lion Music pubblica due-tre album ogni mese e il suo roster di gruppo è andato con tempo aumentando.
Anche il genere musicale trattato è andato in continua espansione. Dal heavy metal neoclassino delle origini, la casa discografica finlandese si è allargata fino al melodic power metal, per arrivare a pubblicare innumerevoli album strumentali in particolare chitarristi, comprendendo anche hard rock e fusion.
Ha inoltre pubblicato molti album "tributo" a Jason Becker, Shawn Lane, Ritchie Blackmore, Jimi Hendrix, Uli Jon Roth and Gary Moore.
Fra le tante pubblicazioni della Lion Music troviamo artisti di fama internazionale come il chitarrista Tony MacAlpine (ristampa degli LP Violent Machines e Live Insanity), il batterista Mike Terrana (i due album Shadows of the Past e Man of the world), il chitarrista Alex Masi, il tastierista Mistheria, la band italiana Mastercastle (di cui ha pubblicato gli album The Phoenix, Last Desire, Dangerous Diamonds e On Fire), il tastierista della band italiana Soul Secret Luca Di Gennaro.
Degno di nota la pubblicazione dell'album deconstructive della band progressive metal italiana Ashent.

## Alcuni artisti
- Joe McGurk
- Tony Cantisano
- B Gera
- Milan Polak
- Joe Stump
- Michael Harris
- Luke Fortini
- Jonas Hornqvist
- Patrick Hemer
- Mathias Holm Klarin
- Nicolas Waldo
- Alessio Berlaffa
- Vitalij Kuprij
- Luca Di Gennaro
- Joop Wolters
- Dave Martone
- Rusty Cooley
- Daniele Liverani
- Venturia